# Vùng đất tử thần
Vùng đất tử thần (tựa tiếng Anh: Wind River) là một bộ phim tội phạm Viễn Tây năm 2017 của Mỹ, được chắp bút và đạo diễn bởi Taylor Sheridan. Tác phẩm có sự tham gia diễn xuất của các minh tinh màn bạc Jeremy Renner và Elizabeth Olsen, tương ứng trong vai người theo dõi của Cục Cá và Động vật hoang dã Hoa Kỳ và đặc vụ của FBI, những người cố gắng giải quyết một vụ giết người tại Khu bảo tồn người da đỏ Wind River ở bang Wyoming. Gil Birmingham, Jon Bernthal và Graham Greene cũng đóng vai chính.
Sheridan đã nói rằng ông đã viết bộ phim để nâng cao nhận thức về vấn đề số lượng lớn phụ nữ da đỏ bản địa bị hãm hiếp và giết hại, cả trong lẫn ngoài các khu bảo tồn.

Wind River được trình chiếu tại Liên hoan phim Sundance 2017 và được phát hành tại Hoa Kỳ vào ngày 4 tháng 8 năm 2017. Bộ phim nhận được đánh giá tích cực từ các nhà phê bình và là một thành công phòng vé, thu 45 triệu đô la so với ngân sách 11 triệu đô la. Nó được phát hành bởi The Weinstein Company (TWC), nhưng vào tháng 10 năm 2017, sau báo cáo về nhiều cáo buộc lạm dụng tình dục chống lại Harvey Weinstein, quyền phân phối phim cho truyền thông gia đình đã được Lionsgate mua lại. Ghi công và logo của Weinstein đã bị bỏ qua trên các dịch vụ truyền thông gia đình và truyền phát trực tuyến theo luồng, dẫn đến việc TWC mất quyền phân phối.

## Nội dung
Khu bảo tồn người da đỏ Wind River là tên đặc khu của cộng đồng người da đỏ bản xứ nằm ở bang Wyoming, miền tây nước Mỹ. Đó là vùng đồi núi hoang vu với bầu khí hậu khắc nghiệt và dân cư thưa thớt, cũng như nhiều vụ mất tích liên quan đến người bản địa mà không được điều tra hay công bố.
Trong bộ phim này, Cory Lambert (Jeremy Renner thủ vai) là một chuyên gia theo dõi kiêm đặc vụ của Cục Cá và Động vật hoang dã Hoa Kỳ. Trong quá trình theo dõi ở khu bảo tồn người da đỏ Wind River, anh tình cờ phát hiện thi thể của một cô gái bị sát hại và chôn vùi trên núi tuyết. Với sự hỗ trợ của nữ mật vụ FBI trẻ tuổi Jane Banner (Elizabeth Olsen thủ vai), Cory lần theo từng dấu vết mờ mịt còn sót lại để tìm ra kẻ thủ ác, đồng thời dần dần hé lộ những bi kịch giấu kín của con người vùng đất nơi đây.

## Tóm tắt
Mùa đông ở Khu bảo tồn người da đỏ Wind River tại Wyoming, chuyên gia theo dõi kiêm đặc vụ của Cục Cá và Động vật hoang dã Hoa Kỳ Cory Lambert phát hiện ra xác chết đóng băng của cô gái 18 tuổi Natalie Hanson trong tuyết. Cô gái đi chân trần, mặc quần áo mỏng manh, háng dính máu và cách xa những tòa nhà. Đặc vụ FBI Jane Banner đến để điều tra vụ việc có thể là giết người này, bởi vì FBI có thẩm quyền đối với các vụ giết người trong các khu bảo tồn. Ngày hôm sau, Banner biết được từ bố của Natalie là Martin rằng con gái ông đang hẹn hò với bạn trai mới, nhưng ông không biết tên của người đàn ông đó hay nơi anh ta sống. Khám nghiệm tử thi cho thấy chấn thương vùng kín và bạo lực tình dục và xác nhận suy luận của Lambert rằng Natalie đã chết vì bị nhiễm lạnh. Cô bị xuất huyết phổi do hít không khí lạnh dưới không độ. Tuy nhiên, người giám định y tế không thể xác nhận cái chết là một vụ giết người, và Banner không thể nhận hỗ trợ từ đội điều tra của FBI.
Lambert phát hiện ra bạn trai mới của Natalie là Matt Rayburn, một nhân viên bảo vệ tại một trại khoan dầu gần đó. Ngày hôm sau, xác chết của Matt được tìm thấy, trần truồng và bị xâu xé bởi động vật hoang dã. Lambert kể với Banner về cái chết của con gái mình vào ba năm trước. Thi thể của cô bé được tìm thấy trong tuyết, sau một bữa tiệc tại nhà của họ trong khi vợ chồng anh đi vắng, không ai bị buộc tội trong cái chết của cô bé.
Banner, cùng với Cảnh sát trưởng Ben Shoyo và các sĩ quan cảnh sát quận, ghé qua trại khoan nơi họ gặp một số nhân viên bảo vệ của công ty. Nhóm bảo vệ báo cáo rằng Matt đã lao ra ngoài vài ngày trước đó, sau cuộc cãi vã với Natalie và từ đó không còn nhìn thấy anh. Một người bảo vệ đề cập rằng họ đã nghe về việc xác của Natalie được tìm thấy bằng cách theo dõi kênh radio của lực lượng thực thi pháp luật. Banner lưu ý rằng tên của nạn nhân vẫn chưa được tiết lộ. Một trong các sĩ quan cảnh sát nhận ra nhóm nhân viên bảo vệ đang chậm rãi vây quanh Banner và nhóm của cô. Tất cả mọi người chĩa súng vào nhau khi họ tranh cãi về việc ai có thẩm quyền. Banner xoa dịu tình hình bằng cách khẳng định thẩm quyền FBI của mình. Cô đề nghị được xem nơi Matt ngủ, và họ tiếp tục tiến về phía toa xe.
Một cảnh hồi tưởng cho thấy Natalie nằm trên giường với Matt trong toa xe của anh, và họ đang thể hiện cảnh yêu đương. Bất ngờ các đồng nghiệp bảo vệ của Matt trở về toa xe sau một đêm rượu chè say sưa. Pete chửi bới hai người và trêu chọc Natalie, điều này đã kích động Matt lao vào đánh Pete. Những gã bảo vệ trả đũa bằng cách đánh gục Matt trong khi Pete hãm hiếp Natalie. Nỗ lực chống trả của Matt đã cho Natalie một cơ hội trốn thoát, nhưng cả nhóm bảo vệ đã dùng dùi cui đập đồng nghiệp của chúng đến chết.
Trở lại hiện tại, Lambert đã kiểm tra lại dấu vết từ nơi thi thể của Matt được tìm thấy ngược trở lại trại khoan. Trong khi đó, Banner và nhóm cảnh sát tiếp cận toa xe của nhóm bảo vệ. Lambert, quan sát nhóm từ xa, phát tín hiệu cảnh báo cho Cảnh sát trưởng Shoyo. Banner bất ngờ bị thương ở ngực bởi một phát súng săn của Pete bắn qua cửa. Một cuộc đấu súng dữ dội xảy ra ở cự ly gần. Cảnh sát trưởng Shoyo và các sĩ quan khác bị giết. Khi các nhân viên bảo vệ còn sống chuẩn bị hành quyết Banner thì Lambert đến và giết chết bốn tên bảo vệ bằng khẩu súng trường bắn tỉa của mình. Pete cũng bị thương và chạy bộ để trốn thoát. Lambert bắt được tên bảo vệ này và đưa hắn lên đỉnh núi. Sau khi buộc hắn thú nhận có liên quan đến cái chết của Natalie và Matt, Lambert cho hắn cơ hội giống như Natalie đã có. Pete có thể chạy đến một con đường ở xa khi chỉ mặc quần áo mỏng và đi chân trần. Pete chạy nhưng nhanh chóng gục ngã khi phổi của hắn không chịu nổi không khí lạnh và bị xuất huyết phổi.
Khi Lambert đến thăm Banner trong bệnh viện, anh khen ngợi sự dẻo dai của cô. Sau đó, anh đến thăm Martin, người bố đau buồn của Natalie và thấy ông ta đang ngồi bên ngoài ngôi nhà với màu sơn "khuôn mặt chết chóc" và cầm một khẩu súng ngắn. Lambert nói với Martin rằng vụ án đã kết thúc và kẻ chịu trách nhiệm cho cái chết của Natalie đã đền tội. Họ chia sẻ sự đau buồn về cái chết của những người con gái của họ. Dòng chữ cuối phim cho biết rằng số liệu thống kê đối với những người mất tích được lưu giữ cho mọi sắc tộc, riêng phụ nữ da đỏ thì những con số này vẫn chưa rõ.

## Diễn viên
- Jeremy Renner trong vai Cory Lambert, đặc vụ của Cục Cá và Động vật hoang dã Hoa Kỳ. Anh phát hiện ra cơ thể băng giá của Hanson và bằng chứng về sự bỏ chạy của cô băng qua một khung cảnh đầy tuyết. Đặc vụ FBI Jane Banner tuyển dụng anh để giúp cô giải quyết vụ việc. Anh sử dụng vụ án để chuộc lỗi cho cô con gái tuổi teen Emily, người được tìm thấy đã chết ba năm trước.
- Elizabeth Olsen trong vai Jane Banner, một đặc vụ FBI tân binh. Cô tuyển Lambert làm người theo dõi của mình.
- Graham Greene trong vai Ben Shoyo, Cảnh sát trưởng bộ lạc. Anh giúp Lambert và Banner giải quyết vụ giết Natalie Hanson.
- Kelsey Chow trong vai Natalie Hanson, con gái của Martin và Annie và em gái của Chip. Cô là bạn thân với Emily, con gái quá cố của Cory. Cái chết của cô là chất xúc tác chính cho các sự kiện của bộ phim.
- Gil Birmingham trong vai Martin Hanson, chồng của Annie và cha của Chip và Natalie. Ông cũng là bạn thân của Lambert.
- Julia Jones trong vai Wilma Lambert, vợ cũ của Cory và mẹ của Emily và Casey.
- Martin Sensmeier trong vai Chip Hanson, con trai của Martin và Annie và anh trai của Natalie. Anh ta là một người nghiện ma túy.
- Althea Sam trong vai Annie Hanson, vợ và mẹ của Chip và Natalie.
- Teo Briones trong vai Casey Lambert, con trai của Cory và Wilma.
- Apesanahkwat trong vai Dan Crowheart, cha của Wilma.
- Tantoo Cardinal trong vai Alice Crowheart, mẹ của Wilma.
- Jon Bernthal trong vai Matt Rayburn, bạn trai của Natalie.
- James Jordan trong vai Pete Mickens, một trong những đồng nghiệp của Matt.
- Hugh Dillon trong vai Curtis, cấp trên của Matt.
- Matthew Del Negro trong vai Dillon, đồng nghiệp của Matt.
- Austin Grant trong vai Carl.
- Ian Bohen trong vai Evan, phó cảnh sát trưởng hạt Fremont.
- Eric Lange trong vai bác sĩ Randy Whitehurst, người kiểm tra y tế, người tiến hành khám nghiệm tử thi cơ thể Natalie.
- Tyler Laracca trong vai Frank Walker, bạn của Chip và là một kẻ buôn bán ma túy.
- Gerald Tokala Clifford trong vai Sam Littlefeather, bạn của Chip và là một kẻ buôn bán ma túy.

## Giải thưởng
| Giải thưởng              | Ngày nhận giải       | Thể loại                            | Người nhận và người được đề cử | Kết quả   | TK    |
| ------------------------ | -------------------- | ----------------------------------- | ------------------------------ | --------- | ----- |
| Liên hoan phim Cannes    | 28 tháng 5 năm 2017  | Prix Un Certain Regard              | Taylor Sheridan                | Đề cử     | [ 5 ] |
| Liên hoan phim Cannes    | 28 tháng 5 năm 2017  | Un Certain Regard for Best Director | Taylor Sheridan                | Đoạt giải | [ 5 ] |
| Liên hoan phim Cannes    | 28 tháng 5 năm 2017  | Caméra d'Or                         | Taylor Sheridan                | Đề cử     | [ 5 ] |
| National Board of Review | 28 tháng 11 năm 2017 | Top Ten Independent Film            | Wind River                     | Đoạt giải | [ 6 ] |
| Satellite Awards         | 11 tháng 2 năm 2018  | Best Actor                          | Jeremy Renner                  | Đề cử     | [ 7 ] |
| Saturn Awards            | 27 tháng 6 năm 2018  | Best Thriller Film                  | Wind River                     | Đề cử     | [ 8 ] |